# RŽD-Baureihe ЭС250

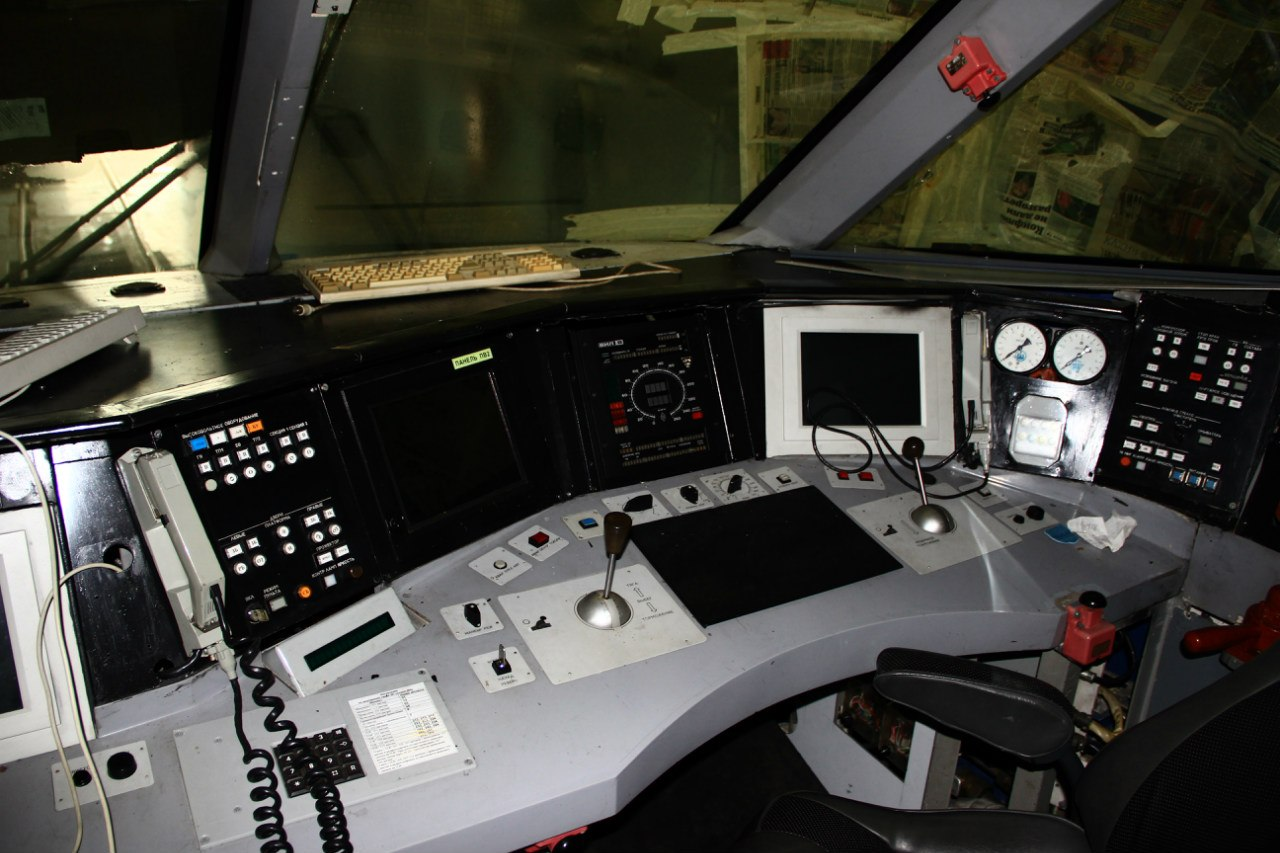
Führerstand

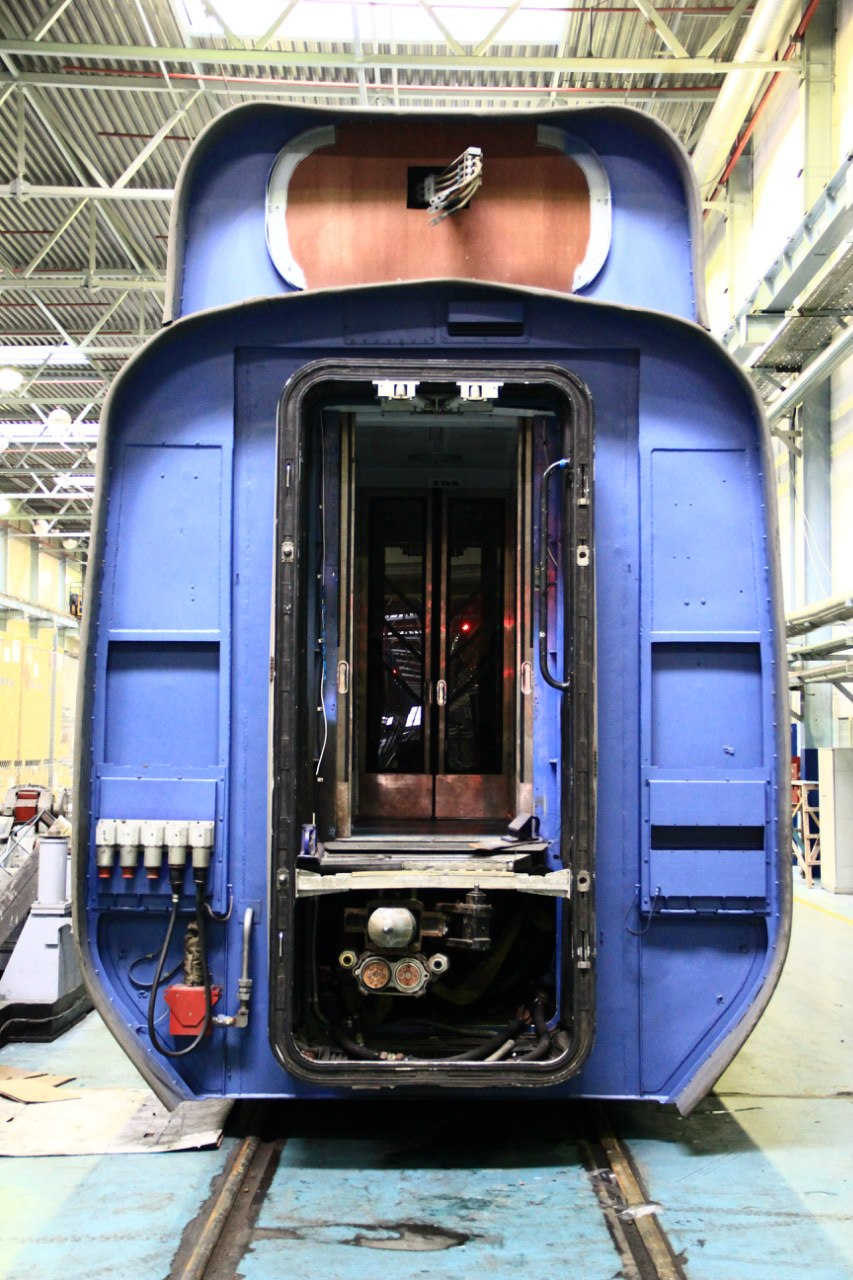
Wagenende

Unter der Baureihenbezeichnung ЭС250 (deutsche Transkription ES250) wurde der Prototyp eines breitspurigen Hochgeschwindigkeitszugs der Russischen Eisenbahnen (RŽD) geführt. Er wurde auch als Sokol (russisch Сокол [ˈso̞kəɫ] (Ausspracheⓘ), zu deutsch Falke) bezeichnet.
Eine 350 km/h schnelle Variante des Zuges war als ES350 angedacht. Dieser sollte auf einer (nicht realisierten) Neubaustrecke zwischen Moskau und St. Petersburg zum Einsatz kommen.

## Geschichte
Die geplante zwölfteilige Baureihe ЭС250 sollte als Nachfolger der Baureihe ЭР200 (ER200) auf der Bahnstrecke Sankt Petersburg–Moskau verkehren und eine Reisegeschwindigkeit von 250 km/h erreichen (geplante Höchstgeschwindigkeit: 300 km/h). Ein sechsteiliger Prototyp wurde zwischen 1997 und 1999 bei Transmasch in Tichwin gebaut und am 28. Juli 1999 der Öffentlichkeit präsentiert.
Anfang 2001 lief die Erprobung eines sechsteiligen Prototyp-Zuges auf dem Testring Schtscherbinka. Die Weiterentwicklung dieser Baureihe wurde wegen zahlreicher Mängel der unausgereiften Konstruktion 2002 gestoppt und 2004 das gesamte Vorhaben eingestellt. Der Einzelanschaffungspreis lag bei etwa 19,3 Millionen US-Dollar.
Die Serienzüge sollten aus 12 Wagen bestehen und (je nach Aufteilung in 1. und 2. Klasse) zwischen 688 und 832 Sitzplätze erhalten. Neben zwei Steuerwagen waren vier angetriebene Wagen, vier Transformatorwagen und zwei Beiwagen vorgesehen. Insgesamt 16 Fahrmotoren (3-Phasen-Asynchronmotoren) sollten – je nach gewünschter Höchstgeschwindigkeit – eine Gesamtleistung von 6.880 bzw. 10.880 kW erbringen. Nach Angaben des russischen Eisenbahnministeriums von 2001 habe ein Bedarf von 100 Sokol-Triebzügen bis 2010 bestanden. Sie sollten die russische Hauptstadt mit St. Petersburg, Sotschi, Warschau und Berlin verbinden.
Mehr als 60 Unternehmen und Organisationen waren an dem Projekt beteiligt.

## Technik
Ähnlich dem deutschen ICE 3 besaß die Baureihe ЭС250 keinen Triebkopf. Die Antriebstechnik und andere Komponenten waren unterflur auf alle Wagen verteilt. Die Wagenkästen waren aus Aluminium. Zur Ausstattung gehörten Vakuum-Toiletten, eine Bar und eine Klimaanlage in zwei verschiedenen Wagenklassen. Die Bremsen des Zuges waren elektrodynamisch, pneumatisch und als Magnetschienenbremse ausgeführt. Nach mehreren Testfahrten erreichte der sechsteilige Sokol am 27. Mai 2000 erstmals eine Geschwindigkeit über 200 km/h, und zwar auf der Bahnstrecke Sankt Petersburg–Moskau. Geplant war ein zwölfteiliger Zug für bis zu 800 Fahrgäste.

## Ablösung des Sokol
Anstelle der russischen Eigenproduktion des Sokol haben 2006 die Russischen Staatsbahnen mit Siemens Mobility einen Liefervertrag über acht zehnteilige Velaro-Triebzüge unterzeichnet, die seit dem 17. Dezember 2009 als „Sapsan“ zwischen Sankt Petersburg und Moskau verkehren.